# Searsia pentheri
Searsia pentheri är en sumakväxtart som först beskrevs av Alexander Zahlbruckner, och fick sitt nu gällande namn av Moffett. Searsia pentheri ingår i släktet Searsia och familjen sumakväxter. Inga underarter finns listade i Catalogue of Life.